# Combinación inhibitores ECA con tiazidas
La combinación de un inhibidor ECA (inhibidor de la enzima convertidora de angiotensina) con un diurético tiazídico, es una combinación de medicamentos que se usa para el tratemiento de la presión arterial elevada (hipertensión arterial). Se administran por vía oral. Los inhibidores de la ECA reducen la actividad de la enzima convertidora de angiotensina (ECA) la que produce angiotensina II, una hormona que contrae los vasos sanguíneos. Las tiazidas son una clase de diuréticos que inhiben el receptor de tiazida, lo que aumenta la producción de orina y reduce el exceso de agua y sal en el cuerpo. Varias organizaciones recomiendan la terapia combinada para la hipertensión en casos de falla de un solo medicamento para lograr la presión arterial objetivo, o incluso como tratamiento de primera línea para algunos pacientes.

## Usos
La combinación de un IECA con un diurético tipo tiazida es indicado para personas con hipertensión tipo II, presión arterial mayor de 160 mmHg sistólica, o mayor de 100 mmHg diastólica. La combinación es también indicada en individuos con presión sistólica mayor de 140 mmHg y en quienes se ha demostrado un elevado riesgo cardiovascular.
Los inhibidores de la enzima convertidora de angiotensina reducen la presión areterial por su acción vasodilatadora indirecta. Los diuréticos también tienen acción benigna en reducir la presión arterial aunque suelen tener efectos negativos sobre el sistema renina-angiotensina-aldosterona. La combinación de un IECA con un diurético tiazida suele amortiguar o prevenir estos efectos indeseados mientras se reduce la presión arterial elevada. Combinar un IECA con el diurético tiazida permite reducir la dosis del IECA con el beneficio adicional de los tiazidas sin afectar la acción antihipertensiva.

## Ejemplos
- Enalapril/hidroclorotiazida (comercializado como Enalapril), en el que enalapril es el inhibidor de la ECA e hidroclorotiazida es la tiazida.
- Captopril/hidroclorotiazida[6]
- Lisinopril/hidroclorotiazida se comercializa como Prinzide,[7] Zestoretic,[8] y muchos otros.

### Fosinopril/hidroclorotiazida
El Fosinopril se usa en combinación con hidroclorotiazida (nombre comercial Monopril HCT). La combinación tiene un recuadro de advertencia sobre su riesgo de causar morbilidad y mortalidad en el bebé cuando se usa durante el segundo y tercer trimestre del embarazo.
La FDA estadounidense modificó su etiquetado en febrero de 2009 para incluir una precaución de interacción farmacológica con el oro. Reacciones nitritoides (los síntomas incluyen enrojecimiento facial, náuseas, vómitos e hipotensión) se han informado en raras ocasiones en pacientes en tratamiento con oro inyectable (aurotiomalato de sodio) y tratamiento concomitante con inhibidores de la ECA, incluido Monopril/Monopril HCT.